# Augerans
Augerans är en kommun i departementet Jura i regionen Bourgogne-Franche-Comté i östra Frankrike. Kommunen ligger i kantonen Montbarrey som tillhör arrondissementet Dole. År 2022 hade Augerans 186 invånare.

## Befolkningsutveckling
Antalet invånare i kommunen Augerans
Referens:INSEE